# Słowa
Słowa è il secondo singolo della cantante pop polacca Gosia Andrzejewicz.

## Classifiche
| Classifica (2006)      | Posizione massima |
| ---------------------- | ----------------- |
| Polish Singles Chart   | 1                 |
| European Singles Chart | 34                |